# レーザーミニ四駆
レーザーミニ四駆（レーザーミニよんく､LASER Mini 4WD Series）はタミヤが販売しているミニ四駆のシリーズである。
単三電池2本を動力源とする。

## 機構
シャーシ
シャーシはVZシャーシを使用する。
キット
2022年8月時点では「ロードスピリット」「ジャドーエース」「ロードナイト」がリリースされており、主に走行安定性を向上させる「レーザーパーツ」が付属している。
電池
単三電池2本を使用する。
ギヤ・モーター
基本的にプロペラシャフトを使うミニ四駆と互換性がある。
シャフト
オンロードタイプのミニ四駆と互換性がある。

## 漫画
- 『MINI 4 KING』 (2021年− ） - 小学館 『月刊コロコロコミック』にて連載。漫画：今田ユウキ。